# 笹塚ファクトリー
笹塚ファクトリー（ささづかファクトリー）はかつて東京都渋谷区笹塚にあった劇場。

## 沿革
- 2002年
  - 4月 笹塚劇場（仮）として活動開始[1]
    - 2003/6/3-5 TPS（シアタープロジェクト札幌） 『アンダンテ・カンタービレ 〜歩く速さで歌うように〜』[2]
    - 2003/6/18-20 Bunkamura STUDIOコクーンプロジェクト『ゴドーを待ちながら』[3]
    - 2003/9/13-15 KUSHIDA WORKING 『コーカサスの白墨の輪』[4]
    - 2003/10/15-18 シアターリパブリック 『授業』[5]
- 2004年
  - プレオープン[1]記念公演 7/22-26 ムカシ玩具 『前九年 Zen−Kunen』[6]
- 2005年
  - オープニングアクト 3/9-13 NYLON100℃ 『すなあそび』[7]
  - 4月 劇場として正式オープン[1]
- 2016年
  - 笹塚ファクトリーさよなら企画 3/12 ムカシ玩具 『神々の謡～知里幸恵の自ら歌った謡～』
  - 犬猫みなしご救援隊×舞香 3/26-27『キミの手のなかの命 ある猫のものがたり』
  - 3月31日 ビル老朽化に伴う立退のため閉館
- 2018年
  - 本劇場を含む「京王笹塚ビル」がリノベーションされて、11月29日新名称「笹塚テラス」としてオープンした[8][9][10]。

## 超鋼祈願ササヅカイン
笹塚ファクトリーと創立10周年を迎えた劇団カプセル兵団の共同プロデュースによる笹塚ご当地ヒーロー。悪の組織「西東京ブラックドリル団」と戦っている。関東地方のローカルヒーロー一覧#東京都 も参考のこと。
- テーマソングを伝承歌劇団～エウロパの軌跡～が歌っている。[11]
- ササヅカインを主題にしたカプセル兵団の舞台が3回上演されている。
  - 「超鋼祈願ササヅカイン～暗黒のイノセント～」2011年10月6日～10日
  - 「超鋼祈願ササヅカイン-新たなる脅威-」2013年7月11日～15日
  - 「超鋼祈願ササヅカイン-戦いの果てに-」2016年2月9日～14日